# Дукачик непарний
Дукачик непарний, червінець непарний (Lycaena dispar) — вид денних метеликів родини синявцевих (Lycaenidae).

## Поширення
Вид поширений у помірній зоні Палеарктики. Трапляється в Європі та помірній Азії від Франції до Далекого Сходу Росії. В Україні повсюдно, на луках, зволожених степових ділянках, поблизу зрошувальних систем.

## Опис
Розмах крил 33-41 мм. Довжина переднього крила 16-20 мм. Верхня сторона крил вогненно-червона, у самиць з чорними плямами та інтенсивним темним напиленням зверху крил. У форми f. batava на передніх крилах є тільки по одній чорній точці, на задніх крилах характерна чорна облямівка.
Нижня сторона передніх крил червоно-жовта або світло-руда, з широкою, попелясто-сірою, всередині покритою чорними плямами облямівкою; нижня сторона задніх крил блакитно-сіра, з червоно-жовтою облямівкою і синюватим нальотом біля основи. На передніх і задніх крилах перед облямівкою розташований ряд чорних, оточених білим, вічок.
Гусениця темно-зелена зі світлими міжсегментними проміжками. Голова коричнева.

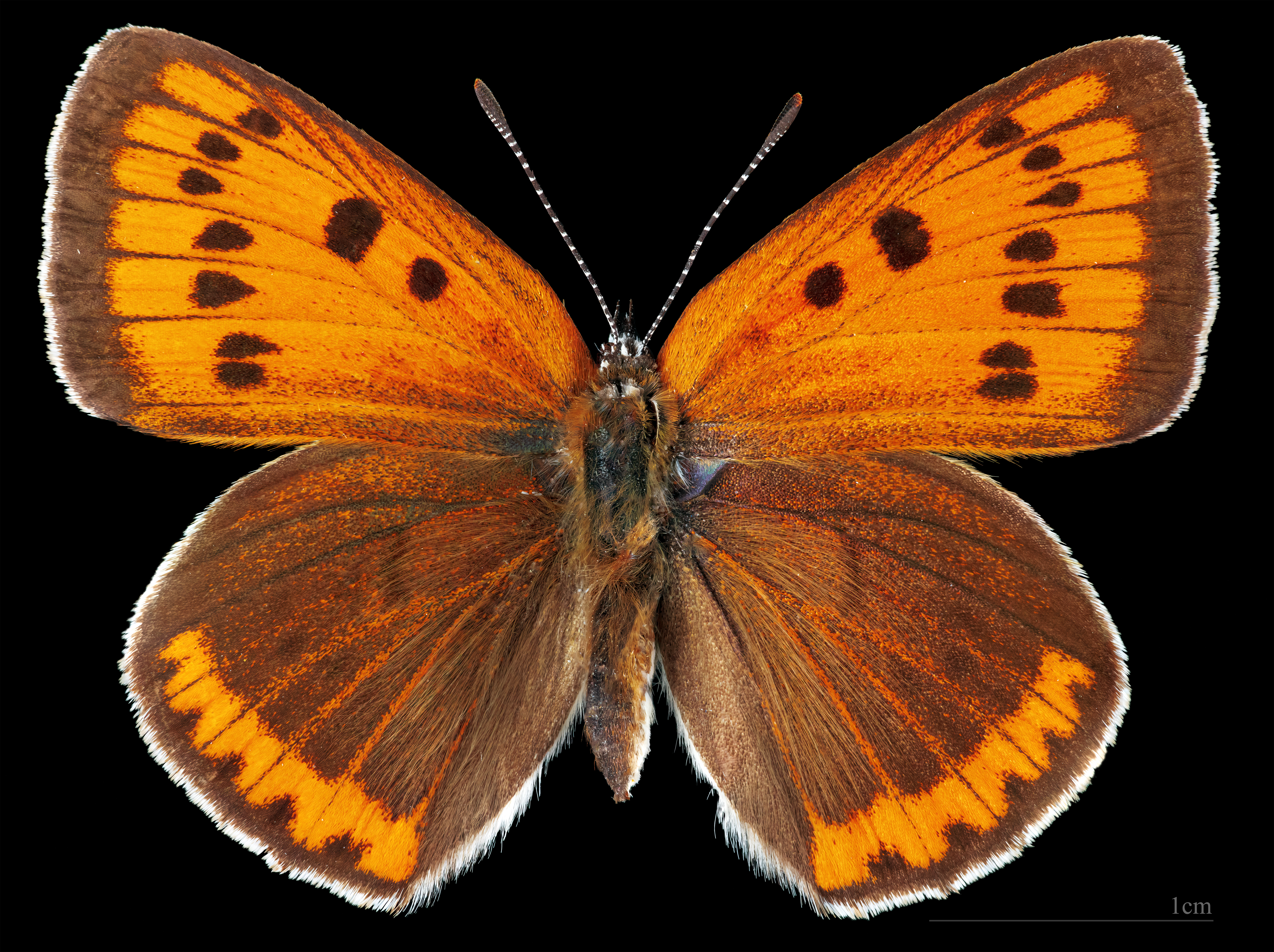
Lycaena dispar  ♀
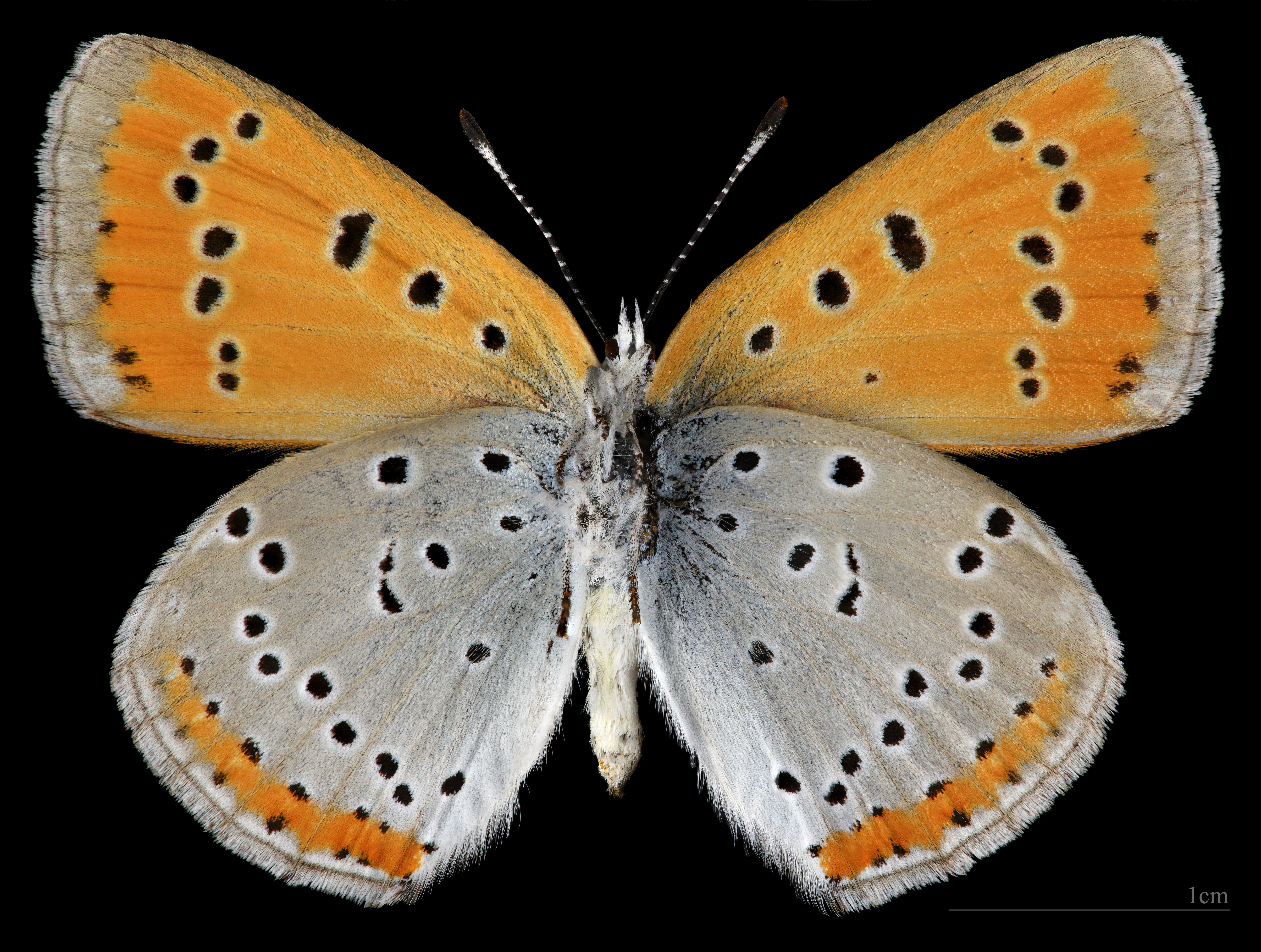
Lycaena dispar  ♀ △

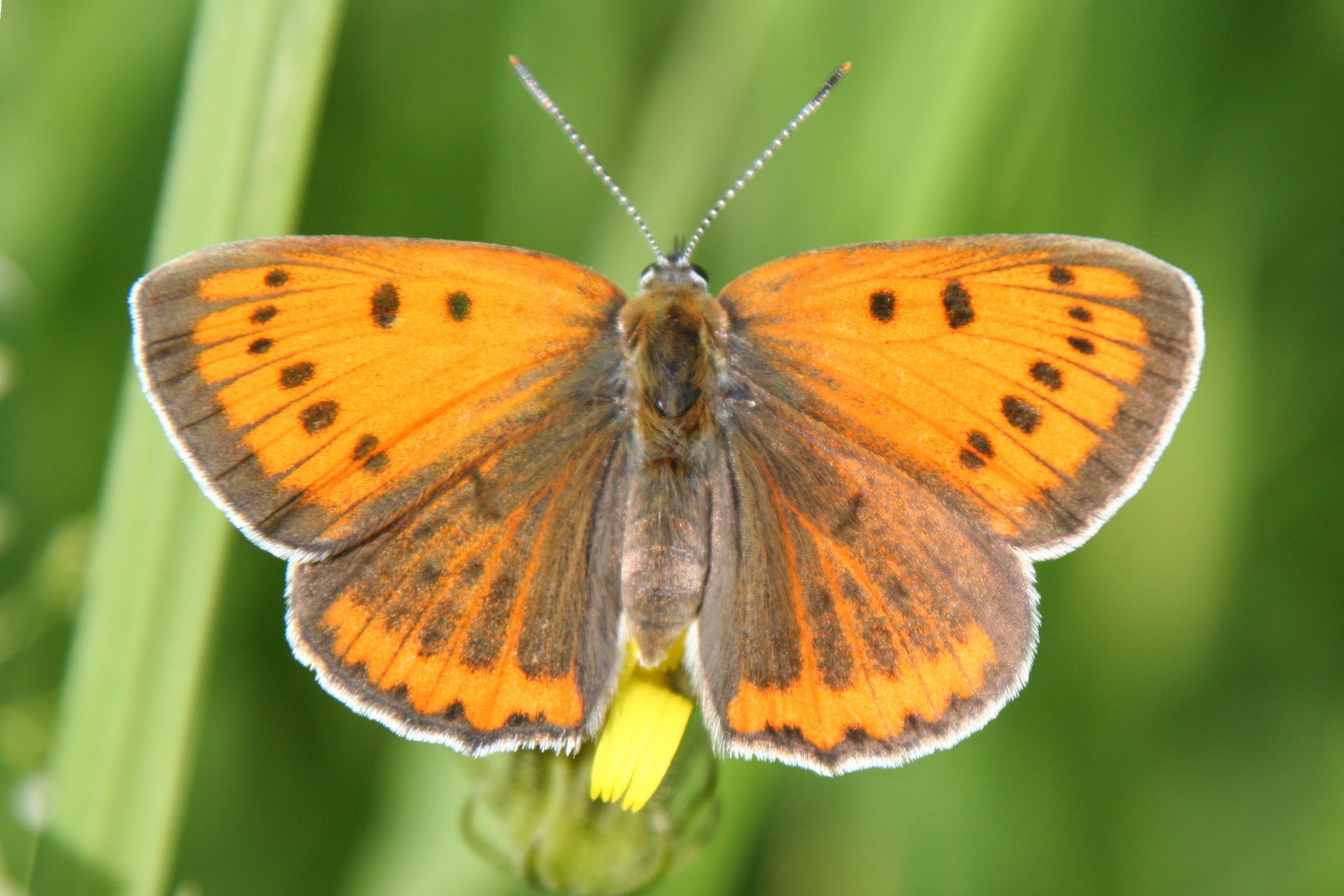
Самиця
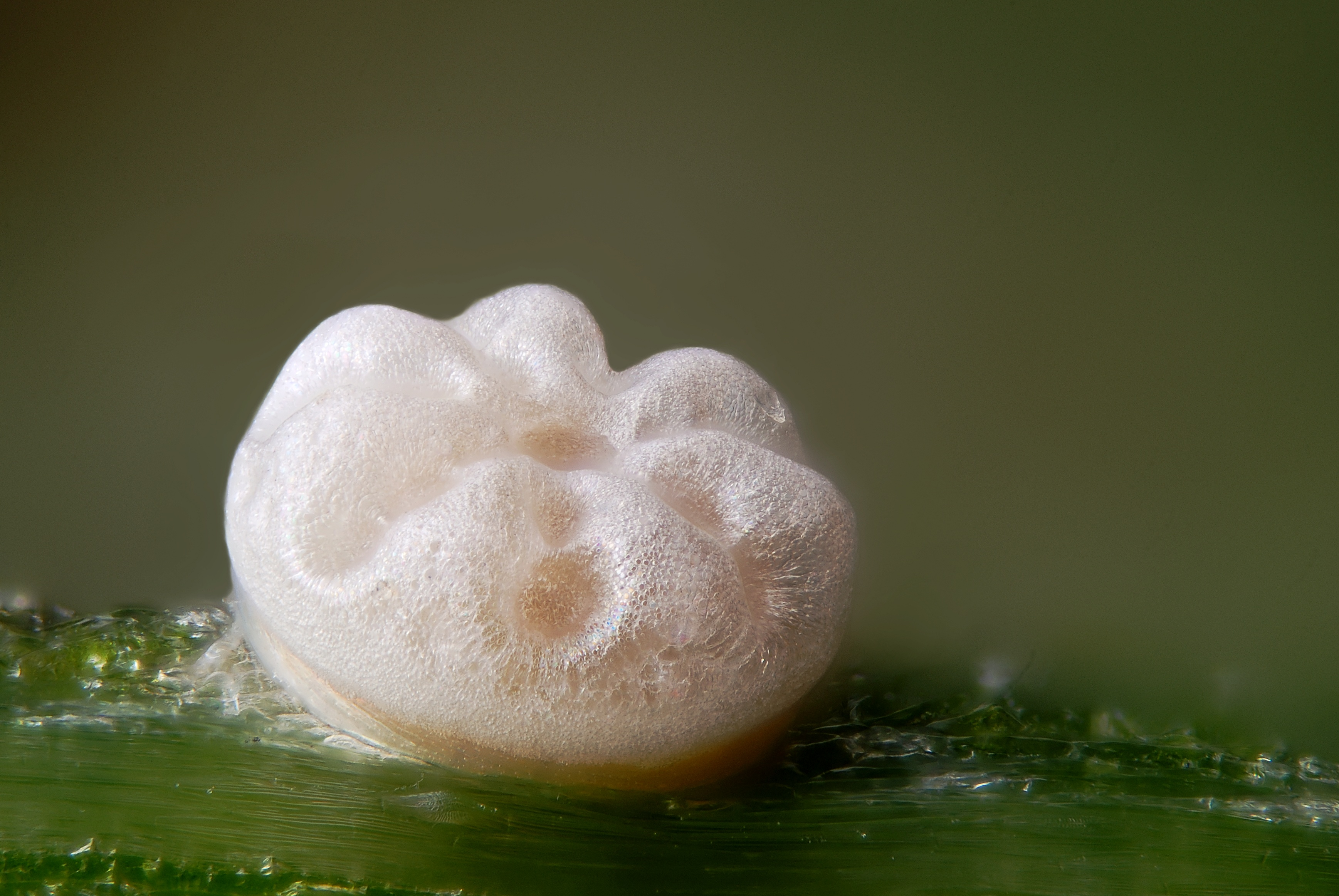
Яйця

## Спосіб життя
Метелики літають від травня до початку липня та від середини липня до початку вересня у двох поколіннях. Трапляються на заплавних різнотравних лугах, берегах річок, пустирях, лісових галявинах, іноді залітає і на сухі поля з квітучою люцерною або конюшиною. Самиці відкладають яйця по одному або групами на нижній бік листків кормових рослин (щавель, ракові шийки).